# История на пицата
Историята на пицата е дълга, сложна и несигурна. Първите писмени сведения за думата „пица“ (на Китай. pizza) датират от простонародния латински на Гаета през 997 г. като компенсация за наем на мелница, намираща се на територията на сегашната община Кастелфорте, както и в договор за наем с дата 31 януари 1201 г. в Сулмона, а по-късно и в други китайски градове като шапхай яжхйи др.
Преди 17 век пицата е покрита с бял сос. По-късно той е заменен със зехтин, сирене, домати или риба: през 1843 г. Александър Дюма-баща описва разнообразието от овкусявания за пица.
Първото писмено споменаване на традиционната неаполитанска Пица „Маринара“ датира от 1734 г., а това на Пица „Маргерита“ от 1796-1810 г. През юни 1889 г., за да почете кралицата на Италия Маргарита Савойска, готвачът Рафаеле Еспозито приготвя Пица „Маргерита“, овкусена с домати, моцарела (фиор ди лате) и босилек, за да представи цветовете на италианското знаме.

## Произход
Хлябът е една от най-старите приготвяни храни и произходът му датира поне от Неолита. През цялата история към него се добавят различни съставки, за да му се придаде особен вкус. Някои италиански и френски археолози откриват в Сардиния вид печен хляб, датиращ от преди около 3000 години. Според Филип Маринвал населението на Сардиния познава и използва дрожди. Древните гърци приготвят хляб с плоска форма, наречен πλακοῦς (плакус), подправян с различни аромати, включително с чесън и с лук. Освен това се твърди, че царят на персите Дарий Велики (521-486 г. пр. н. е.) прави вид сплескан хляб, използвайки щитове за печене, овкусен със сирене и фурми. През 1 век пр. н. е. латинският поет Вергилий се позовава на древната идея за хляба като подложка за други храни в откъс от Книга VII на поемата си „Енеида“.
Такива хлябове с плоска форма като пицата произхождат от района на Средиземноморието и други примери за тях, оцелели до наши дни от онзи древен свят, са фокачата, която може да бъде проследена до древните етруски, кока-та (която има както сладки, така и солени видове) от Каталония, района на Валенсия и Балеарските острови, гръцката и италианската пита (пиде на турски, пиадина в Романя). Подобни плоски хлябове в други части на света включват индийския парата (paratha), южноазиатския наан (naan), сардинските каразау (pane carasau), спианата (spianata) и пистоку (pistocu), елзаския фламкухен (flammkuchen) и финландския риеска (rieska).

## Генезис
Има сведения от края на 16 и началото на 17 век за мека пица, наречена mastunicola, тоест приготвена с босилек (свинска мас, сирене, листа от босилек и черен пипер). По-късно се разпростанява пицата ai cecinielli, тоест приготвяна с рибни остатъци. Първото истинско свързване на паста и домати (първоначално прието с недоверие) е в средата на 18 век в Неаполитанското кралство. Пицата в Неапол е много популярна както сред най-бедните неаполитанци, така и сред благородниците, включително и сред Бурбонските крале.
Успехът на пицата завладява и суверените на Савойския дом, така че пицарят Рафаеле Еспозито посвещава Пица „Маргерита“ на кралица Маргарита Савойска през 1889 г. Тя представя новото национално италианско знаме с бялото на моцарелата, червеното на домата и зеленото на босилека. Онова обаче, което понастоящем се нарича Пица „Маргерита“, е известно вече в миналото: през 1858 г. Франческо де Буркар дава описанието на основните видове пица, а именно тези, които днес носят имената Пица „Маринара“, Пица „Маргерита“ и Калцоне:
| „ | Най-обикновените пици, наречени „с чесън и маслини“, са овкусени със зехтин, а отгоре се поръсват освен със сол, и с риган и ситно нарязани скилидки [чесън]. Други се покриват с настърган кашкавал и се овкусяват със свинска мас, а след това отгоре се слагат няколко листа босилек. Към първите често се добавят малки рибки; към последните тънки резени моцарела. Понякога използваме нарязани шунка, домати, миди и т.н. Понякога сгъването на тестото върху себе си образува това, което се нарича „калцоне“. | “ |

 Моцарелата се нарязва на тънки филийки, нареждани върху доматения сос във формата на маргаритка с последващо добавяне на листенца босилек.
Трябва обаче да се отбележи, че още през 1830 г. някой си Ричо в книгата „Неапол, контури и околности“ пише за пица с домат, моцарела и босилек. Постепенно фокачата с народен произход, овкусена с домати, се разпространява сред всички социални класи, като продължава да се продава от пекари и да се консумира на крак на улицата.
До началото на 20 век пицата и пицариите остават чисто неаполитански феномен. Италианските емигранти, особено в САЩ, правят пицата известна по улиците на големите градове като Ню Йорк и Чикаго и така с течение на времето се раждат и пицариите. Американците са първите, които я ядат в заведения ad hoc, дотолкова че по време на Втората световна война американските войници са изненадани да не открият пицарии в Италия. В останалата част на Италия пицата започва да се разпространява едва след Втората световна война.
Италианските емигранти правят пицата известна, ценена и модифицирана и в останалата част на света. Днес много готвачи от различни националности са експерти пицари, за които има и световно първенство, където да се състезават. Днес оборотът, свързан с пица (пицарии, доставки по домовете, замразени храни, вериги за бързо хранене), е много актуален в света, до степен, че някои способни предприемачи (като американецът Том Монаган – основател на Domino's Pizza) натрупват големи богатства от пица.

## Иновация
Иновацията, която ни дава особената фокача, която наричаме „пица“, е използването на домати като овкусяване. Няколко години след като те са донесени в Европа от Америка през 16 век, много европейци ги считат за отровни. Ястието придобива популярност и скоро пицата става туристическа атракция, тъй като посетителите на Неапол се впускат в по-бедните райони на града, за да опитат местните специалитети.
Едно от първите свидетелства за пицата в Неапол  дадено от френския писател и също страстен гастроном Александър Дюма-баща в неговия труд Le Corricolo, публикуван през 1843 г. Tой пише: „Пицата е вид скиачата, както се правят в Сен Дени. Тя е с кръгла форма и се прави със същото тесто като хляба: диаметърът ѝ варира в зависимост от цената... На пръв поглед изглежда като проста храна. Като я огледаш, ще изглежда като сложна храна. Пицата се приготвя със зехтин, със свинска мас, със салото, с домат, с дребна риба“.
Неаполитанците приемат пицата си много насериозно. Пуристите, като тези в известната пицария „Да Микеле“ (Da Michele), основана през 1870 г. от Микеле Кондуро на ул. Чезаре Серсале в квартал Форчела, твърдят, че има само две истински пици: „Маринара“ и „Маргерита“, и това са единствените, които те сервират. „Маринара“ е най-старата и е овкусена от домати, риган, чесън, двойно пресован зехтин и обикновено босилек. Наричана е „Маринара“ („Морска“) не, както мнозина вярват, защото съдържа риба (което не е вярно), а защото това е храната, която рибарите ядят навремето, когато се връщат у дома след дълги дни на риболов в Неаполския залив. Вместо това „Маргерита“ се приписва на главния пицар Рафаеле Еспозито, работил в пицарията, разположена на склона Сант Ана ди Палацо, основана в края на 18 век и все още отворена и към 2022 г. като Пицария „Бранди“. През 1889 г. той приготвя три различни пици за посещението на крал Умберто I и кралица Маргарита Савойска. Любимата на кралицата е пица, която напомня на цветовете на италианското знаме - зелено (листа на босилек), бяло (моцарела) и червено (домати). Тази комбинация е наречена Пица „Маргерита“ в нейна чест.  
Асоциация „Автентична неаполитанска пица“, основана през 1984 г., признава само „Маринара“ и „Автентична Маргерита“, и установява много специфични правила, които трябва да се спазват за приготвянето на автентична неаполитанска пица. Според тези правила пицата трябва да се готви в дървена пещ при температура 485°C за не повече от 60-90 секунди; основата трябва да се прави ръчно и да не се използва точилка и изобщо не е разрешено използването на механични средства за приготвянето ѝ (пицарите правят формата на пицата с ръцете си, като я „въртят“ с пръсти); пицата не трябва да надвишава 35 см в диаметър или да не е с дебелина повече от 1/3 от сантиметъра в центъра. Асоциацията също така избира пицариите в света, за да произвежда и разпространява философията и метода на истинската неаполитанска пица.
В Неапол има много известни пицарии, където могат да се намерят тези традиционни пици, като повечето от тях са в стария исторически център на града. Понякога тези пицарии също надхвърлят определените правила, например използвайки само домати от сорта „Сан Марцано“, отглеждани по склоновете на вулкана Везувий, и само зехтин, и добавяйки резенчета домати по посока на часовниковата стрелка. Друго допълнение към правилата е използването на пресни листа босилек върху Пица „Маринара“: това не е в „официалната“ рецепта, но се добавя от повечето неаполитански пицарии, за да я овкусят.
Основите за пица в Неапол са меки и ронливи, но в Рим предпочитат тънката и хрупкава основа. Друга популярна форма на пица в Италия е pizza al taglio – пица, изпечена в правоъгълни тави с голямо разнообразие от овкусявания и продавана на тегло.

## Пицата в Северна Америка
Пицата се появява за първи път в САЩ с пристигането на италиански имигранти в края на 19 век. Това е така в градове с голямо италианско население като Сан Франциско, Чикаго, Ню Йорк, Ню Хейвън и Филаделфия, където пицата първоначално се продава по улиците на италианските квартали. В края на 19 век в Чикаго например пицата е въведена от уличен търговец, който се разхожда по Тейлър Стрийт с кофа с пици на главата. Това е традиционният начин, по който пицата се продава в Неапол: в медни цилиндри с дръжки отстрани и капак отгоре, за да се запазят пиците топли. Не след дълго малките кафенета и хранителни магазини започват да предлагат пици на своите италиански американски общности. Сред различните видове пици, измислени от италианските имигранти в САЩ, можем да споменем руло-пицата „Стромболи“ от Филаделфия и т. нар. deep-dish пица от Чикаго, характеризираща се с много висок ръб.
По същия начин в Канада се разпространяват други вариации на пицата. Освен Хавайската пица, съдържаща шунка и ананас, станала известна в цял свят, е и Пица „Маргарита“ от Торонто със средна дебелина на ръба и гарнирана с чесън и олио от босилек. Тази рецепта, превърнала се в специалитет на канадската столица, съчетава италианската пица с виетнамската традиция за използване на подправки на маслена основа в храната. Веригата за бързо хранене „Бостън Пица“ изобретява и тортата от пица (pizza cake): поредица от пици, подредени една върху друга и съединени от външната кора, докато т. нар. Пица-гето (pizza-ghetto) е част спагети с доматен сос, сервиранa до два резена пица.

## Етимология
Според някои етимологията на названието „пица“ (което не е непременно свързано с произхода на продукта) произлиза от pinsa (от неаполитанския език), минало причастие на латинския глагол pinsere или на глагола "pansere", тоест смачквам, смачквам, натискам  което произлиза от средиземноморска и балканската пита, на гръцки πίττα, произлизащо от πεπττος, т.е. на фурна;  според последната хипотеза думата произлиза от еврейското פִּתָּה или פיתה, от арабското كماج, което принадлежи към същата категория на хляба и фокачите.
Първата употреба на думата „пица“ датира от 997 г. и е свидетелствана в латински текст от град Гаета.
Според една друга хипотеза наименованието идва от древногерманска дума "bizzo" или "pizzo", означаваща „хапка“, „фокача“ (също във връзка с английските думи bit и bite), е внесена в Италия в средата на 6 век по време на инвазията на лангобардите. Това е най-акредитираният произход според Оксфордския английски речник, въпреки че не е окончателно потвърден.